# Peter Struck
Peter Struck (Gotinga, Baja Sajonia, Alemania, 24 de enero de 1943 – Berlín, Alemania, 19 de diciembre de 2012) fue un político alemán, Ministro de Defensa bajo la cancillería de Gerhard Schröder desde 2002 a 2005. Struck fue miembro del Partido Socialdemócrata de Alemania (SPD).

## Ministro Federal de Defensa, 2002-2005
En 2002, Struck sucedió a Rudolf Scharping como Ministro Federal de Defensa, y ocupó ese cargo hasta 2005.
Durante el mandato de Struck, Alemania estaba tratando de convertir su ejército en una fuerza de combate más ágil capaz de responder a conflictos regionales más pequeños.  Si bien es un firme partidario del servicio militar obligatorio, Struck anunció en 2003 que Alemania reduciría su ejército en más del 10 por ciento para 2010, dejando 250.000 soldados. Además, ordenó una reducción en el inventario alemán de tanques pesados Leopard 2 de casi 2.000 a 350. En ese momento, dijo que los recortes eran necesarios debido a las tensiones financieras y la necesidad de adaptarse a las nuevas necesidades de seguridad; en 2003, tuvo que trabajar con un presupuesto de defensa de apenas 1,48 por ciento del producto interno bruto de Alemania, en comparación con el promedio del 2 por ciento de sus homólogos de la Unión Europea. Según el plan de Struck, la fuerza de trabajo civil de los militares se reduciría en 45.000 a 75.000 y se cerrarían hasta 100 bases militares.
Durante su tiempo en el Ministerio de Defensa, Struck supervisó los primeros años del compromiso de Alemania en Afganistán, acuñando la famosa frase que "la seguridad alemana se defiende en el Hindu Kush". [9] En 2004, dijo que "habrá un claro no de la parte alemana" a cualquier solicitud para colocar la Fuerza de Asistencia para la Seguridad Internacional dirigida por la OTAN y la Operación Libertad Duradera bajo un comando unificado, expresando temores de que un comando unificado podría ser un paso hacia la fusión las dos fuerzas y que la oposición política y los peligros militares podrían aumentar si sus soldados fueran identificados con la coalición liderada por Estados Unidos.
Después de que Alemania se uniera a Francia en abril de 2003 para anunciar la creación de un grupo de defensa de la Unión Europea con una unidad de planificación militar separada de la OTAN, Struck sostuvo más tarde que no era necesario un cuartel general separado y que debería haber un personal de planificación para eventuales operaciones bajo auspicios exclusivamente europeos. adscrito a la OTAN. 
En 2003, Struck destituyó al general Reinhard Günzel, comandante de una unidad del ejército de las fuerzas especiales alemanas, después de elogiar a Martin Hohmann, un miembro conservador del Parlamento, por un discurso que había sido ampliamente criticado como antisemita; Struck llamó a Günzel un "general solitario y confundido que estuvo de acuerdo con una declaración aún más confusa". 
Después de que comenzaron a aparecer acusaciones en la prensa alemana de que los reclutas del ejército alemán habían sido abusados físicamente por entrenadores en algunas de las bases militares del país, Struck anunció en diciembre de 2004 que se estaban investigando 30 o 40 entrenadores.
Después de un viaje de 2004 a Oriente Medio y el Cuerno de África, Struck fue hospitalizado con un accidente cerebrovascular leve. 